# 가례혹문
『가례혹문(家禮或問)』은 조선후기의 학자 정석달(鄭碩達, 1660~1720)이 주희의 『가례』에 관하여 의심나는 것을 제시하고 제가(諸家)의 설을 인용하거나 자신의 견해로 풀이한 책이다. 정석달(鄭碩達)은 경상도 영천지역 출신 문인으로 본관은 영일, 자는 가행(可行), 호는 함계(涵溪)이다. 그가 직접 작성한 서문에는 실용적인 내용을 중시하면서 책을 편찬한 사실을 밝혀 두었다. 정석달의 고조는 병조판서에 추증되고 강의(剛義)라는 시호를 받은 정세아(鄭世雅)이다. 문집인 『함계선생집(涵溪先生集)』에도 그가 지은 가례혹문서(家禮或問序)가 실려 있으며, 대산(大山) 이상정(李象靖, 1711~1781)이 『함계선생집』의 서문을 썼다.

## 형태적 특징
책의 표지서명은 『가례혹문(家禮或問)』이다. 본문은 사주단변(四周單邊)에 첫 장의 반곽이 22.0×16.5cm이며, 계선이 있고 반엽(半葉)마다 11행 22자로 구성되어 있다. 본문의 주석은 쌍행(雙行)으로 부기하였다. 판심의 어미는 상하내향이엽화문어미(上下內向二葉花紋魚尾)이며, 판심제(版心題)는 가례혹문(家禮或問)이다. 각 책의 표지서명 하단에는 일(一), 이(二), 삼(三) 등으로 책의 순서를 매겨두었다. 표지 우측 하단에는 전체 책 수인 5책을 표시하였다. 목판본(木板本)으로 인쇄되었으며, 국립중앙도서관, 계명대학교 동산도서관 등 다수의 소장처에 남아있다. 종로도서관 소장본에는 각 책마다 ‘完山后人’, ‘是雲’, ‘李建用章’이란 인문이 있어, 전주이씨 이건용이란 인물의 구장본이었음을 알 수 있다.

## 체제 및 내용
종로도서관 소장본은 전체 10권 5책으로 구성되어 있으며 가례의 내용 중에 상례(喪禮)의 비중이 크다, 제1책은 서문(序文)부터 혼례(婚禮)까지 수록되어 있다. 서문은 1705년(숙종 31) 정석달(鄭碩達, 1660~1720)이 지었으며, 서문 다음에는 전체 목록이 있다. 대체로 『가례』의 순서에 따르고 있다. 목록이 끝나고 이후 권수도(卷首圖)와 통례(通禮), 관례(冠禮), 혼례(婚禮)가 권1부터 권2에 걸쳐 수록되어 있다. 제2책은 상례(喪禮)의 초종(初終) 부분이 시작되는 권3부터 수양시양복(收養侍養服) 부분으로 끝나는 권4까지 수록되어 있다. 제3책은 상례(喪禮)의 조석곡전(朝夕哭奠) 부분이 시작되는 권5부터 기구월음주음육(朞九月飮酒飮肉) 부분으로 끝나는 권6까지 수록되어 있다. 제4책은 상례(喪禮)의 우(虞) 부분이 시작되는 권7부터 구묘화(丘墓火) 부분으로 끝나는 권8까지, 제5책은 제례(祭禮)가 수록된 권9와 권10을 수록하고 있다. 각 항목마다의 내용은 “혹문(或問)”으로 의심되는 부분을 제시하고, 이에 대해 제가(諸家)의 설을 인용해 풀이하거나 간혹 “비의(鄙意)”로 편자의 견해를 밝히고 있다. 편목에 따라서는 혹문이 여러 개인 것도 있다. 
종로도서관 고문헌 검색시스템에서 원문 확인이 가능하다.

## 특성 및 가치
『가례』는 주희가 재래의 복잡한 가정 의례를 정비해 시대에 맞도록 편찬한 기본 예서(禮書)로서 조선 유학이 주자학을 숭상하게 되자 사대부 가정의 의례 준칙의 기본서 역할을 하였다. 의례 준칙에 『가례』가 절대적인 기준이 되었으므로 이에 대한 주석서, 편집서 등이 다양하게 편찬되었다. 『가례혹문(家禮或問)』은 이러한 『가례』의 여러 주석서 중에 정석달(鄭碩達)이라는 개인이 편찬한 것으로 의심스러운 내용을 제가의 설과 자신의 견해를 곁들여 간행한 특징이 있다. 특히 제가의 설에 인용된 주요 인물은 중국의 학자 정현(鄭玄), 주희(朱熹), 구준(丘濬)등과 함께 이황(李滉), 이이(李珥), 정구(鄭逑), 김장생(金長生), 정경세(鄭經世) 등 주로 조선 전기 인물로 『가례』의 조선 수용과 관련하여 사상사적으로도 연구가치가 있는 편찬서이다. 
※이 문서는 종로도서관 인문사회과학실에서 제공합니다.